# Leptotrichus spinosus
Leptotrichus spinosus är en kräftdjursart som beskrevs av Helmut Schmalfuss 2000. Leptotrichus spinosus ingår i släktet Leptotrichus och familjen Porcellionidae. Inga underarter finns listade i Catalogue of Life.